# Coppa Italia 2012-2013 (pallamano maschile)
La Coppa Italia di pallamano 2012-2013 è stata la 28ª edizione del torneo annuale organizzato dalla Federazione Italiana Gioco Handball.

Alla competizione hanno partecipato quattro squadre della Serie A - 1ª Divisione Nazionale 2012-2013 e più esattamente le prime classificate al termine del gorone di andata dei tre gruppi di cui è composto il massimo campionato italiano di pallamano più una seconda classificata a sorteggio.
Il torneo è stato vinto, per la seconda volta nella sua storia, dal Sudtiroler Sportverein Bozen.

## Formula
La competizione è stata disputata tramite Final Four con la formula dell'emiliminazione diretta con gara singola.

## Squadre partecipanti
- 1ª classificata Girone A:  Bozen
- 1ª classificata Girone B:  Ambra
- 1ª classificata Girone C:  Junior Fasano
- 2ª classificata:  Conversano

## Risultati

### Semifinali
| Arbitri: | Bassi Scisci |

|            |           |          |
| Raupenas 8 | Marcatori | Maione 8 |

| Arbitri: | Chiarello Pagaria |

|             |           |             |
| Beharević 8 | Marcatori | Marrochi 12 |

### Finale
| Arbitri: | Giu. Iaconello Gio. Iaconello |

|                                                                    |           |                                                                                   |
| Gaeta 9 Maione 7 Radovčić 7 Turković 3 Gufler 2 Obrist 1 Šporčić 1 | Marcatori | Rubino 7 Beharević 5 Messina 4 Giannoccaro 4 De Santis L. 2 Ancona 1 Tumbarello 1 |